# قلعه کاستلهلم
قلعه کاستلهلم (سوئدی: Kastelholms slott) یک قلعه قرون وسطایی است که در مسیر سوند، جزایر الند، فنلاند، و تقریباً در ۲۵ کیلومتری (۱۶ مایل) شمال شرقی ماریهامن، مشرف به آبدره ای در دهکده کاستلهلم جنوبی واقع شده‌است.
این بنا همراه با قلعه همه، اولاوینلیننا در ساون‌لینا، قلعه راسه‌پوری، و قلعه تورکو، یکی از تنها پنج قلعه فنلاندی قرون وسطایی بازمانده است که از نظر معماری نیز مهم هستند. این قلعه در قرن چهاردهم ساخته شد و توسط اشراف مختلف، فئودال‌ها و پادشاهان در قرون وسطی نگهداری می‌شد، و در قرن‌های ۱۵ و ۱۶ عملکرد قابل توجهی داشت.
قلعه کاستلهلم در ابتدا در جزیره ای کوچک احاطه شده توسط خندق‌های پر از آب در تثبیت اقتدار سوئد بر دریای بالتیک در چند قرن گذشته اهمیت استراتژیک داشته‌است. این بنا اولین بار در جنگ داخلی ۱۵۹۹ هنگامی که تحت کنترل شاه چارلز نهم قرار گرفت آسیب دید و در سال ۱۶۳۱ بازسازی شد. قلعه در سال ۱۷۴۵ ویران شد. در دهه ۱۹۳۰ تا حدی به عنوان انبار غله مورد استفاده قرار گرفت. با این حال، از آن زمان بازسازی شده‌است و اکنون بخش مهمی از جاذبه توریستی در جزایر آلند است.